# Nina Girado
Marifil Niña Girado, nota anche solo come Nina (Pasay, 1º novembre 1984), è una cantante filippina.

## Discografia
Album studio
- 2002 - Heaven
- 2003 - Smile
- 2006 - Nina
- 2008 - Nina Sings the Hits of Diane Warren
- 2009 - Renditions of the Soul
- 2011 - Stay Alive
- 2013 - All Good

Altri album
- 2003 - Heaven (Special Edition)
- 2005 - Nina Live! (live)
- 2007 - Nina Featuring the Hits of Barry Manilow
- 2007 - Nina in the Mix: The Dense Modesto Remixes (con DJ Dense Modesto; remix)
- 2009 - Best of Nina (raccolta, in Corea del Sud)
- 2010 - Diamond: Greatest Hits 2002-2010
- 2012 - Love 2 Love (Acoustic Love Songs) (con Christian Bautista)

## Premi
Lista parziale
- 10 Awit Awards
- 2 Aliw Awards
- 1 MTV Filippine Music Awards
- 2 Myx Music Awards